# Franklin, Illinois
Franklin là một làng thuộc quận Morgan, tiểu bang Illinois, Hoa Kỳ. Năm 2010, dân số của làng này là 610 người.

## Dân số
Dân số qua các năm:
- Năm 2000: 586 người.
- Năm 2010: 610 người.